# Duilio Davino
Duilio Davino (21 de març de 1976) és un exfutbolista mexicà. Va formar part de l'equip mexicà a la Copa del Món de 1998.